# York hercege-sziget
A York hercege-sziget egy 4 kilométer hosszú, 2 kilométer széles, sziklás, jégmentes sziget az antarktiszi Viktória-föld partvidéke mentén, a Robertson-öbölben. A szigetet 1899-ben fedezték fel, a Carsten Borchgrevink által vezetett Southern Cross-expedíció során. Nevét az expedíció támogatójáról, a yorki hercegről (a későbbi V. György királyról) kapta.

## Felfedezése és feltérképezése
A szigetet a Carsten Borchgrevink (1864–1934) norvég–angol származású felfedező vezetésével, 1899 és 1900 között megvalósított Southern Cross-expedíció során fedezték fel. Az expedíció során 1899 februárjában téli szállást alakítottak ki a Viktória-föld északi nyúlványán, az Adare-fokon, ahol – a világon elsőként – a teljes telet az antarktiszi szárazföldön töltötték. Az expedíciós csapat kutyák és szánok segítségével felfedezőutakat vezetett a Robertson-öböl befagyott jegén az öböl partvonalának felderítésére, melynek során az öböl dél-nyugati részén felfedezték a szigetet. A sziget egy viszonylag védett részén egy bázist hoztak létre a déli Admiralitás-hegységben található Mount Sabine elérésérére tett kísérletekhez. A Midwinter Camp névre keresztelt bázis egy palakunyhóból, egy élelmiszerraktárból és különböző felszerelésekből állt.
Bár Robert Falcon Scott Terra Nova-expedíciójának északi csapata – amely szintén áttelelt az Adare-fokon – megkérdőjelezte a sziget létezését, a későbbi kutatások azonban megerősítették Borchgrevink expedíciójának megállapításait és méréseit.

## Élővilága
A BirdLife International nemzetközi természetvédelmi szervezet minősítése szerint a sziget kiemelt madártani területnek minősül. A szervezet 2011-es, műholdfelvételek alapján becsült adatai szerint a szigeten – költési időszakban – nagyságrendileg 16 000 költőpár Adélie-pingvin (Pygoscelis adeliae) fészkel. Borchgrevink expedíciójának állattani feljegyzései arról tanúskodtak, hogy a szigeten hóhojszák (Pagodroma nivea) és Wilson-viharfecskék (Oceanites oceanicus) is költési területtel rendelkeztek, azonban a BirdLife jelenlegi kutatásai a nevezett fajok mostani jelenlétét nem erősítették meg. A sziget partjai mentén előfordulnak a területen honos Weddell-fóka (Leptonychotes weddellii) példányai is.